# دیوید میلینکوویچ
دیوید میلینکوویچ (انگلیسی: David Milinković؛ زادهٔ ۲۰ مهٔ ۱۹۹۴) بازیکن فوتبال اهل فرانسه است.
از باشگاه‌هایی که در آن بازی کرده‌است می‌توان به باشگاه فوتبال کن اشاره کرد.